# 1-十二烷醇
十二烷醇，又稱月桂醇、十二醇，分子式為C12H26O，示性式為C12H25OH。屬於醇類的一種。

## 命名
因為含有12個碳原子，故得名十二醇。

## 性质
淡黄色、有刺激性气味油状液体或固体。可燃，低毒。不溶于水，可以溶於有機溶劑乙醇、乙醚。
與濃硫酸作用，會發生酯化反應，产物为十二烷基硫酸（硫酸十二烷酯），引入钠可得常见表面活性剂十二烷基硫酸钠（SDS）。常用于牙膏、肥皂等清洁用品的生产。
不過，使其與鹼性物質作用，多不會有反應。

## 制备
椰子油在铜铬催化剂的作用下，连续對其加氢，得C8～C18的混合醇(辛醇～18醇)、异丙醇（由甘油生成）和水。將产物在常压環境下蒸去异丙醇和水，在低壓環境中蒸馏切割出C12～C14醇(十二醇～十四醇)。
硫酸催化下椰子油与甲醇发生酯交换产生月桂酸甲酯和甘油，经催化氢化、蒸馏，得月桂醇。

## 用途
用于制取邻苯二甲酸酯增塑剂、表面活性剂、矿物浮选剂、植物生长调节剂和润滑油添加剂等等的高效劑與清潔劑。